# Gare de Fort Worth
La gare de Fort Worth (ou Fort Worth Intermodal Transportation Center) est une gare ferroviaire et une importante station de bus des États-Unis située dans la ville de Fort Worth au Texas.

## Histoire
Elle est mise en service en 2001.

## Service des voyageurs

### Desserte
La gare est desservie par deux lignes d'Amtrak :
- Le Heartland Flyer: Fort Worth - Oklahoma City
- Le Texas Eagle: Los Angeles - Chicago